# Jitte

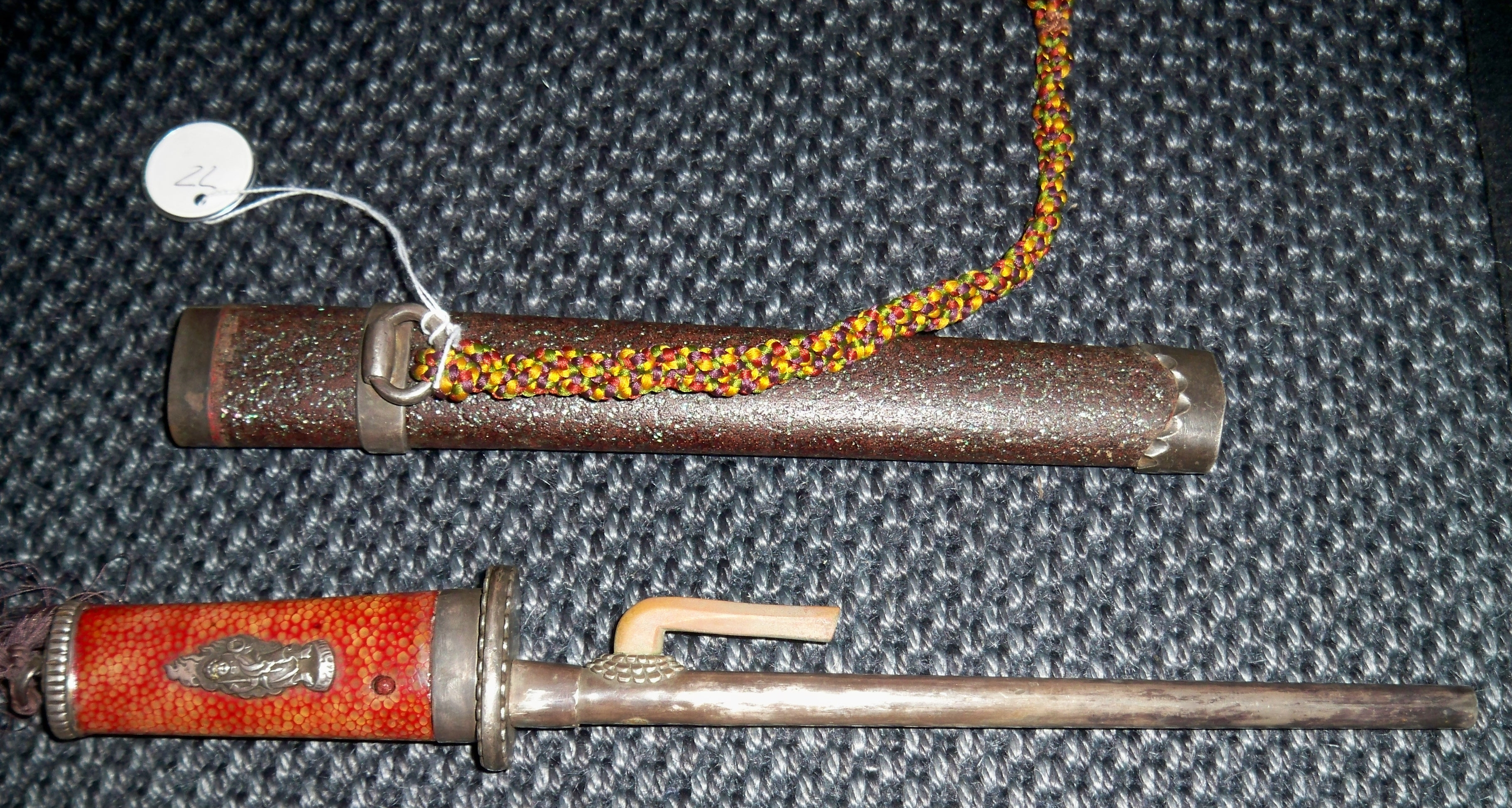
En jitte.

Jitte (japanska: 十手) är ett japanskt parervapen, som i mångt och mycket ser ut som en sai, men den har bara ett parerskydd. Jitte förekommer även som ett eggvapen.
Jitte användes av polismyndigheten i Japan under Edoperioden och blev då synonymt med densamma.
En modern jitte är ungefär 45 centimeter lång. Namnet betyder "tio händer".